# Thrust SSC
Thrust SSC (acrónimo en inglés para SuperSonic Car) es una mezcla británica de automóvil y avión de combate. El 15 de octubre de 1997, alcanzó los 1.232,93 km/h, rompiendo la barrera del sonido al marcar velocidad Mach 1,002. Semejante logro fue posible porque se usaron dos turborreactores con postquemador Rolls-Royce spey 202 como los que se emplean en los aviones de caza F-4 Phantom II. El Thrust SSC pesa 10 toneladas, acelera de 0 a 160 kilómetros por hora en 4 s y su potencia es igual a la de 145 automóviles de Fórmula 1.

## Características técnicas
- Dos turborreactores Rolls Royce Spey 202, los mismos que propulsaron al mítico McDonell Douglas F-4 Phantom, el antecesor del F-15.
- Potencia: 110.000 CV.
- Sin transmisión: ruedas libres.
- Peso: 10 toneladas.

Fue pilotado por el británico Andy Green.

## Sistemas de seguridad

### Cámaras y paracaídas

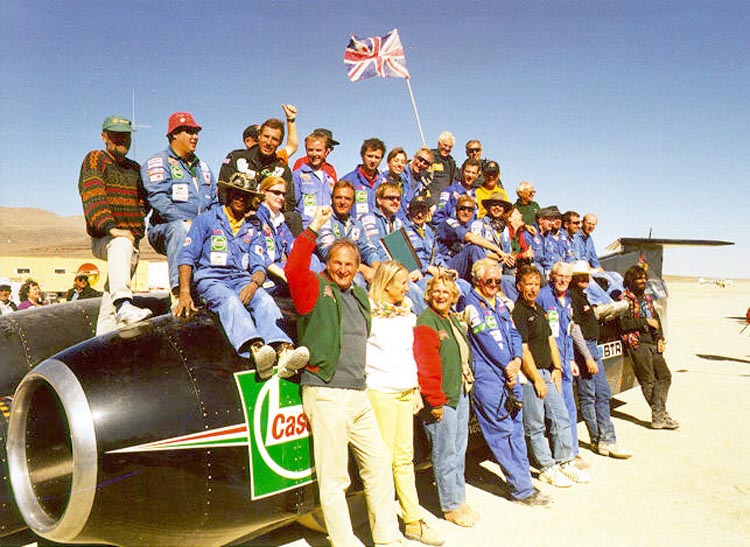
El equipo con el Thrust SSC.

La aleta trasera funciona como estabilizador y lleva dos cámaras de televisión. Una de ellas apunta hacia atrás para controlar la apertura del paracaídas de frenado. Debajo de esta estructura se encuentran dos de las cuatro ruedas de aleación de aluminio, ubicadas en tándem.

### Efecto suelo
Si el piloto del vehículo tiende a levantarse, dos cohetes colocados delante de la cabina del piloto orientados hacia arriba lo empujan contra la pista.

### Rescate del piloto
Para rescatar al piloto en caso de accidente se prepararon dos sierras eléctricas alimentadas por baterías que cortan titanio en 10 segundos, y son transportadas en un coche de bomberos que corre a 250 kilómetros por hora. Por suerte, nunca se tuvieron que utilizar.

## Detalles

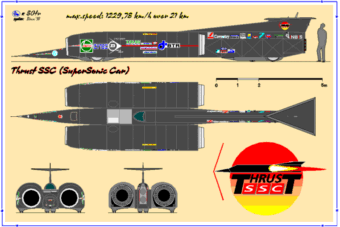
Esquema del ThrustSSC.

- Richard Noble fue el líder del equipo que realizó el diseño, la construcción, el ensamblaje y las pruebas del Thrust SSC, así como estuvo a cargo de la búsqueda de patrocinadores, la logística y la planificación de los ensayos de la máquina. Ostentó el récord mundial de velocidad, estableciendo un registro superior a las 600 mph con un vehículo predecesor del Thrust SSC. Este tenía un solo motor y la cabina iba a un lado del mismo.
- Sus primeros ensayos fueron realizados en una base aérea, único lugar con una pista de longitud apropiada. Tras realizar ensayos en el desierto de Jordania, se trasladaron al desierto de Nevada debido a los problemas que se presentaban debidos al intenso calor de la zona: el calor allí era tan intenso, que incluso existía riesgo de que el combustible dentro de los tanques del vehículo se incendiara.
- Sobre una estructura de tubos de acero reforzado se extiende una compleja "piel" de fibra de carbono, aluminio y titanio. Su diseño fue totalmente revolucionario, creado por un científico británico especializado en la construcción de misiles intercontinentales.
- Utilizó dos motores turborreactores Rolls-Royce Spec V, obtenidos de una base aérea que los guardaba en su depósito debido a que no los necesitaban. Cada motor tiene una potencia superior a los 50.000 CV.
- Las pruebas de alta velocidad se realizaron en el desierto de Nevada en EE. UU. Algunos días hubo condiciones climáticas adversas que afectaron el suelo del desierto, pero esto sucedió en períodos breves.
- El piloto de combate británico Andy Green fue el elegido por el líder del equipo, Richard Noble, para realizar la compleja tarea de pilotear el Thrust SSC.

## Elrécord de velocidad en tierra
En octubre de 1997 en Black Rock, una zona desértica del estado de Nevada (EE. UU.) y rodeado de grandes medidas de seguridad el piloto británico de aviones de combate Andy Green logró romper la barrera del sonido, y por tanto el récord de velocidad en tierra, a bordo del Thrust SSC. Tras un primer intento el 13 de octubre, logró alcanzar la nada desdeñable cifra de 1.229,81 kilómetros por hora, más de Mach 1 (equivalente 740 millas por hora), pero no se hizo oficial debido a problemas existentes con el Thrust. Dos días después logró mejorar el récord hasta 1.232,93 km/h y entonces sí fue homologado.
Se supone que el Budweiser Rocket consiguió superar Mach 1.01 en 1979, pero no hubo pruebas suficientes como para certificar el récord y no se hizo oficial, por la imprecisión de las medidas y porque los testigos presenciales no oyeron el estampido sónico que se produce al superar dicha velocidad.